# Bucculatrix asphyctella
Bucculatrix asphyctella är en fjärilsart som beskrevs av Edward Meyrick 1880. Bucculatrix asphyctella ingår i släktet Bucculatrix och familjen kronmalar. Inga underarter finns listade i Catalogue of Life.